# Isabel Guialo
Isabel Evelize Wangimba Guialo (* 8. April 1990 in Luanda) ist eine angolanische Handballspielerin.

## Karriere
Isabel Guialo spielte anfangs in ihrer Geburtsstadt bei Atlético Petróleos Luanda. Im Jahr 2011 wechselte die Rückraumspielerin zu Atlético Sport Aviação, von wo aus sie später zu 1º de Agosto wechselte. In der Saison 2014/15 stand sie beim spanischen Erstligisten Club Balonmano Atlético Guardés unter Vertrag. Anschließend kehrte zu 1º de Agosto zurück. In der Saison 2018/19 stand sie beim ungarischen Erstligisten Kisvárdai KC unter Vertrag. Daraufhin kehrte sie nochmals zu 1º de Agosto zurück. Nachdem Guialo in der Saison 2020/21 für den französischen Erstligisten CJF Fleury Loiret Handball aufgelaufen war, kehrte sie erneut zu 1º de Agosto zurück. In der Saison 2022/23 stand sie beim rumänischen Erstligisten Rapid Bukarest unter Vertrag. Daraufhin folgte eine weitere Rückkehr zu 1º de Agosto.
Isabel Guialo gehört dem Kader der angolanischen Nationalmannschaft an, mit der sie an den Olympischen Spielen 2012, an den Olympischen Spielen 2016 sowie an den Olympischen Spielen 2020 teilnahm. Weiterhin gehörte die Rückraumspielerin sieben Mal dem angolanischen WM-Kader an. 2021 gewann sie mit Angola die Afrikameisterschaft und wurde zusätzlich zum MVP gewählt. Im darauffolgenden Jahr verteidigte sie mit Angola erfolgreich den Titel bei der Afrikameisterschaft. Guialo gewann bei den Afrikaspielen 2023 in Accra erneut die Goldmedaille.